# Michal Svajlen

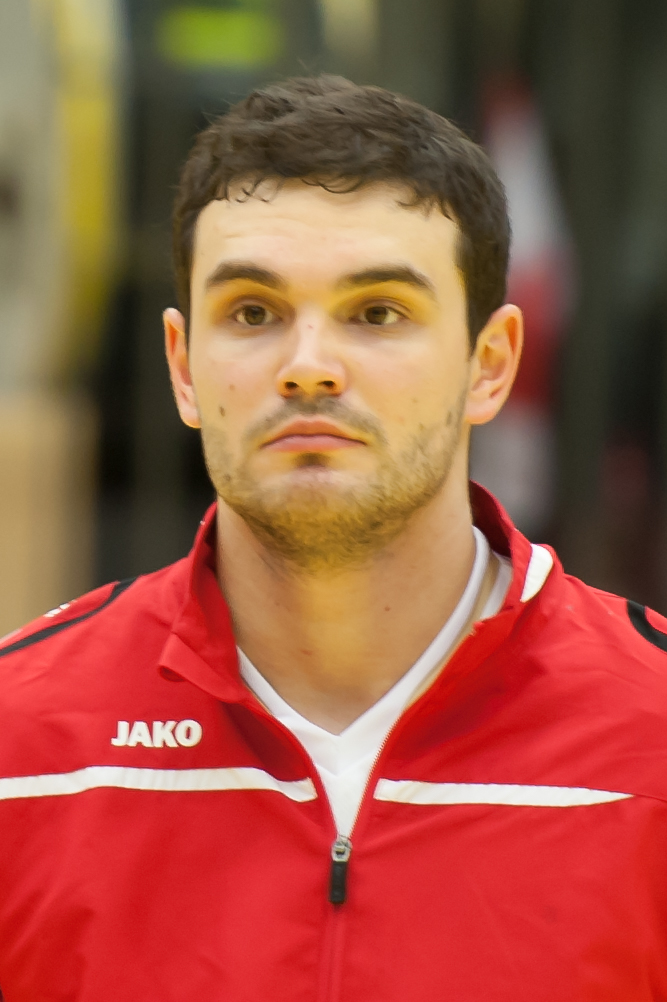
Svajlen 2015

Michal Svajlen (* 12. April 1989 in Zürich) ist ein ehemaliger Schweizer Handballspieler, der zumeist auf Rückraum links eingesetzt wurde.
Sein Vater ist der ehemalige slowakische Handballnationaltorhüter Ľubomír Švajlen.
Michal Svajlen besitzt beide Staatsbürgerschaften.
Der 1,96 m große und 98 kg schwere Rechtshänder begann mit dem Handballspiel in seiner Heimatstadt bei GC Amicitia Zürich. Nach ersten Einsätzen in der Saison 2007/08 gehörte er ab 2008 fest dem NLA-Team an und gewann in seiner Premieren-Saison die Meisterschaft und den Cup. International erreichte er mit Amicitia den Halbfinal im Cup der Cupsieger 2008/09, die Gruppenphase der EHF Champions League 2009/10 sowie den Achtelfinal im EHF-Pokal 2010/11. Im November 2011 wechselte er zu Pfadi Winterthur (Rückennummer 24). Dort nahm er am EHF-Pokal und am EHF Europa Pokal teil.
In der Schweizer Nationalmannschaft debütierte Svajlen am 29. November 2008 gegen Bosnien und Herzegowina und bestritt 83 Länderspiele, in denen er 104 Tore erzielte (Stand: 5. Januar 2020).
Zum Abschluss seiner Spielerkarriere gewann er 2021 den Schweizer Meistertitel mit Pfadi Winterthur. Anschliessend übernahm er das Amt des Assistenztrainers sowie zeitweise des Goalietrainers und Sportchefs in diesem Verein. 2024 verliess er den Verein.

## Statistik
| Saison    | Liga | Verein             | Tore | Spiele | Ø   |
| --------- | ---- | ------------------ | ---- | ------ | --- |
| 2008/09   | NLA  | GC Amicitia Zürich | 055  | 32     | 1,7 |
| 2009/10   | NLA  | GC Amicitia Zürich | 089  | 32     | 2,8 |
| 2010/11   | NLA  | Pfadi Winterthur   | 141  | 24     | 5,4 |
| 2011/12   | NLA  | Pfadi Winterthur   | 150  | 31     | 4,8 |
| 2012/13   | NLA  | Pfadi Winterthur   | 108  | 24     | 4,5 |
| 2013/14*  | NLA  | Pfadi Winterthur   | 072  | 20     | 3,6 |
| 2008–2014 | NLA  | Gesamt             | 616  | 163    | 3,8 |

Anmerk.: Saison 2013/14 lief noch.